# اوپل سینترا
اوپل سینترا (Opel Sintra) خودرویی است که در سال‌های ۱۹۹۶ تا ۱۹۹۹تولید شده‌است.
این خودرو در کلاس مینی‌ون قرار گرفته و طراحی آن خودروهای موتور جلو-محور جلو بوده است. سیستم جعبه‌دندهٔ آن ۵ دنده به صورت دستی است.